# Gone (canção de Pearl Jam)
"Gone" é uma canção da banda estadunidense de grunge Pearl Jam, lançada em formato digital no dia 7 de outubro de 2006, como terceiro single do oitavo álbum de estúdio da banda, Pearl Jam. Alcançou o número 40 na Hot Modern Rock Tracks.

## Origem e gravação
A música foi escrita por Eddie Vedder em 30 de setembro de 2005 no quarto 1152 do Hotel Borgata, localizado em Atlantic City, Nova Jérsei. Estreou, na noite seguinte, numa performance solo de Vedder no concerto da banda no centro de eventos de Borgata. A banda gravou uma versão demo da música que foi lançada como parte do "Holiday single" de 2005 disponibilizada para membros do seu fã clube.
| “ | Nós estávamos em Atlantic City e eu queria tocar uma música na noite seguinte. Fui ensaiá-la, mas não consegui tocar direito. Então comecei a tocar outra coisa e era "Gone". O legal disso tudo é que ela foi feita em mais ou menos uma hora. Eu a toquei na noite seguinte na apresentação. | ” |

## Letra
"Gone" é sobre deixar tudo para trás e seguir em frente. Traz a ideia de que nem tudo está perdido quando se decide incorporar a mudança. Quando a música foi tocada no VH1 Storytellers, Vedder a apresentou como "uma música de carro". Numa entrevista, Eddie disse:
| “ | A ideia era de que esse cara estava deixando Atlantic City e precisando encontrar uma nova vida sem seu passado, sem suas posses, e não em busca de mais posses. Como acontece num carro, é provavelmente muito parecida com "Rearviewmirror" de certa forma. Mas eu acho que esse carro é um híbrido, porque eu acho que ele só tem um tanque de combustível e eu quero que ele vá longe. | ” |

A expressão "nothing is everything" ("nada é tudo", ao pé da letra) foi tirada da música "Let's See Action" do álbum solo de Pete Townshend "Who Came First".

## Lançamento e recepção
A música chegou ao número 40 da Hot Modern Rock Tracks, da Billboard. O single "Gone" foi disponibilizado através de download no iTunes Store do Reino Unido.

## Performances ao vivo
Como foi dito anteriormente, a música foi primeiramente tocada em Atlantic City numa performance solo de Vedder. A primeira vez que foi tocada por toda a banda foi num concerto em Londres, em 20 de abril de 2006. Performances ao vivo de "Gone" podem ser encontradas no single "Gone" e na compilação "Live at the Gorge 05/06".